# Ferdinando Terruzzi
Ferdinando Terruzzi (* 17. Februar 1924 in Sesto San Giovanni; † 9. April 2014 in Sarteano) war ein italienischer Bahnradsportler.
1942 wurde Ferdinando Terruzzi Italienischer Meister im Sprint der Amateure. Bei den Olympischen Sommerspielen 1948 in London errang er gemeinsam mit Renato Perona die Goldmedaille im Tandemrennen.
Von 1949 bis 1967 war Terruzzi Profi-Rennfahrer und fuhr vor allem Sechstagerennen. Er bestritt insgesamt 122, von denen er 23 gewann, gemeinsam mit verschiedenen Fahrern, darunter Lucien Gillen, Jacques Anquetil, Peter Post und Leandro Faggin. Sein favorisierter Partner war der Australier Reginald Arnold. In seiner Heimat siegte er 1961 und 1963 im Sechstagerennen von Mailand.
Terruzzi wirkte mit anderen Radsportlern in dem 1949 gedrehten deutschen Spielfilm „Um eine Nasenlänge“ (Hauptrolle Theo Lingen) mit.